# Tian mai zhuan qi
Tian mai zhuan qi é um filme de drama hong-konguês de 2002 dirigido e escrito por Peter Pau, Julien Carbon e Laurent Courtiaud. Foi selecionado como representante de Hong Kong à edição do Oscar 2003, organizada pela Academia de Artes e Ciências Cinematográficas.

## Elenco
- Michelle Yeoh
- Ben Chaplin
- Richard Roxburgh